# Канака (Крим)
Канака (крим. Kanaka) — курорт, розташований біля підніжжя Кримських гір на Південному березі Криму, між містами Алушта і Судак на схід від села Рибачого, в державному заказнику «Канака» в реліктовому ялівцевому гаю. Незважаючи на відокремлене від сусідніх сіл розташування, офіційно не має статусу окремого населеного пункту. До 1990 року — курорт Луч, Канакська Балка. В адміністративному відношенні розташований на території, підпорядкованій Привітненській сільській раді Алуштинського регіону .
Гальковий пляж Канакі завдовжки близько 2 км і завширшки 20-30 м.

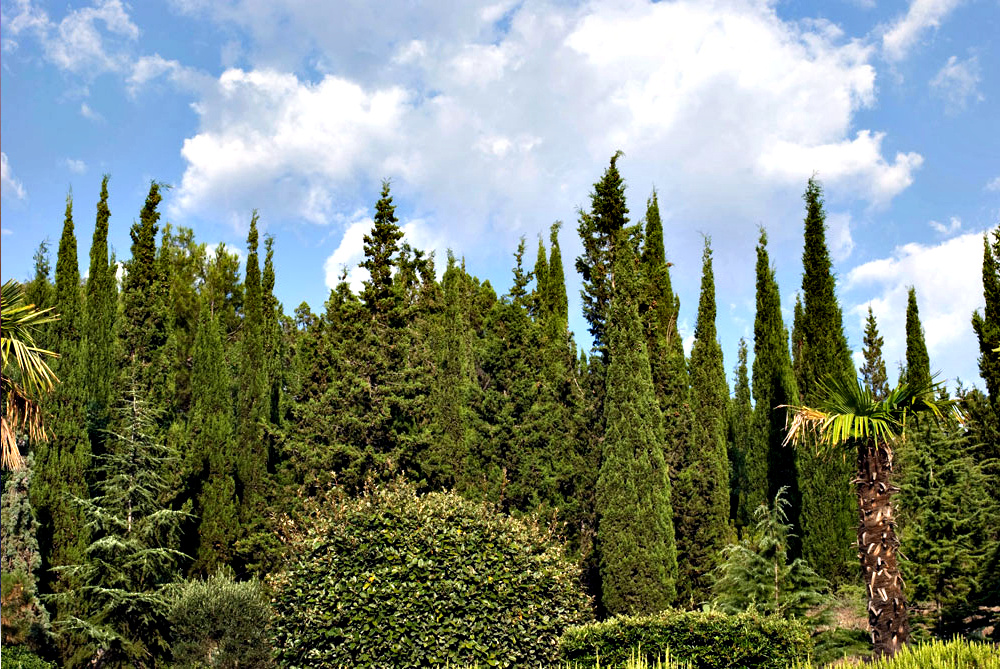
Посадки кипарису

У Канакській балці є реліктовий гай ялівцю деревоподібного високого та фісташки туполистої. Такі гаї збереглися лише на Форосі, біля Нікітського ботанічного саду на мисі Мартьян, у Канакській балці та Новому Світі.

## Історія
Уперше у доступних джерелах, як De la Canecha, зустрічається в договорі Генуї з Еліас-Беєм Солхатським 1381.
У звіті міністерства землеробства та відділу земельних поліпшень 1915 року, яке зберігається у Кримському державному архіві, відзначені відмінні природні та кліматичні умови Канакської балки.
Канакська балка… наводить на думку про бажаність створити тут, у пустельній та малозаселеній місцевості, новий культурний центр.
Пляж Канакської балки названий «одним із найкращих… від Фороса до Феодосії».

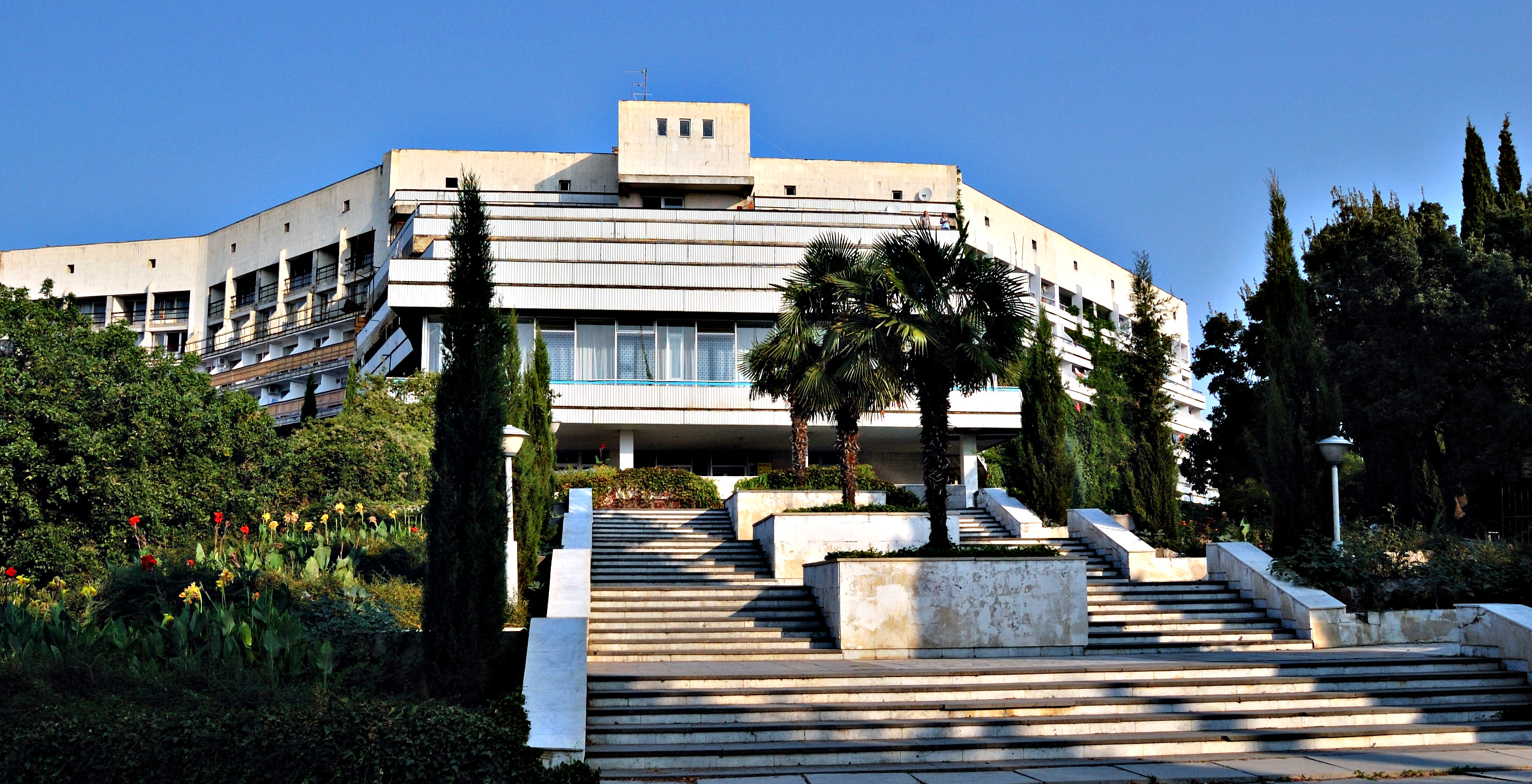
Пансіонат «Канака»

Було прийнято рішення побудувати в гаю курорт «для хворих і поранених воїнів» і оголошено всеросійський збір пожертв для «потрібних споруд лікувального місця», що був названий «Олександрія». Планувалося провести дороги, насадити парк, збудувати церкву та санаторні будівлі. Було зібрано 500 тисяч рублів, але революції 1917 не дозволили втілити ці плани в життя.
У 1947 році Канакська балка набула статусу пам'ятки природи.
1961 року в Канакській балці розпочалося будівництво державних дач для працівників міністерства загального машинобудування СРСР. У цей час збудовано пансіонат «Луч» (нині «Канака») та двадцять невеликих дач — «генеральських будиночків». Планування балки здійснив архітектор Б. В. Кондрацький.
Планується забудова балки, почалася вирубка фісташки туполистої та ялівцю деревоподібної на території Канакської балки.

## Курорт Канака у XXI столітті
Нині Канака — єдиний населений пункт у Криму, забудований лише пансіонатами, мініготелями та котеджами. Найбільш відомі пансіонати: «Волга» та «Канака», приватні пансіонати «Каспій» та «Баракат», пансіонат «Орхідея», база відпочинку «Дніпро», мініготелі «Магнолія-Канака», «Кіпаріс», ТОВ «Багіра 2003», ТОВ «Канака-люкс».